# محمد أكبر ناسوشن
محمد أكبر ناسوشن (مواليد 6 مايو 1983) هو سبّاح إندونيسي، مثّل بلاده في الألعاب الأولمبية الصيفية 2000.

## روابط خارجية
محمد أكبر ناسوشن على موقع الاتحاد الدولي للسباحة (الإنجليزية)
- محمد أكبر ناسوشن على موقع أوليمبيديا (الإنجليزية)